# クリマヴィチ (クリマヴィチ地区)
座標: 北緯53度37分00秒 東経31度57分00秒 / 北緯53.61667度 東経31.95000度
クリマヴィチ（ベラルーシ語: Клімавічы）はベラルーシ・マヒリョウ州クリマヴィチ地区(ru)の市である。また同地区の行政中心地である。州都マヒリョウからは東に124kmの位置にある。人口は2017年の時点で16346人。

## 歴史
クリマヴィチの年代記上の初出は1581年であり、リトアニア大公国・ムシチスワフ県の小さな集落として記されている。1720年からはベリツキー家の、1758年からはHołyński家(ru)の所領となっていた。1772年に帝政ロシア領となり、1777年に市（ゴロド）となった。また1781年には市章が与えられた。帝政ロシア期の人口調査によれば、1897年に人口4706人、うちベラルーシ人2306人、ユダヤ人2260人、ロシア人105人だった。
1923年、現ヴォルシャとウネーチャを結ぶ鉄道路線上の駅・クリマヴィチ駅が開業した。1924年には白ロシア・ソビエト社会主義共和国クリモヴィチ（クリマヴィチ）管区(ru)の行政中心地となった。第二次世界大戦中はナチス・ドイツ軍に占拠されるが、1943年9月に解放された。

## 出身者
- クリスツィナ・ツィマノウスカヤ - 陸上競技選手